# Heinz Schönberger (Musiker)
Heinz Schönberger (* 12. März 1926 in Frankfurt am Main; † 25. November 2011 ebenda) war ein deutscher Jazzmusiker, Klarinettist, Saxophonist und Orchesterleiter.

## Leben
Als Autodidakt lernte Schönberger nach dem Zweiten Weltkrieg – beeinflusst von Benny Goodman – Klarinette, sowie Altsaxophon, Querflöte und Klavier. Schon kurze Zeit später spielte er mit einer kleinen sechsköpfigen Band in amerikanischen Clubs und gehörte mit Emil Mangelsdorff, Carlo Bohländer und Paul Kuhn zum damaligen Kern der Frankfurter Jazzszene. 1948 ging er nach München in das Orchester von Kurt Edelhagen. Von 1949 bis 1951 war er in Baden-Baden als 1. Saxophonist beim Tanz- und Unterhaltungsorchester des Südwestfunks tätig. Von 1952 bis 1956 war er wieder in Frankfurt, spielte in den Soldatenclubs und war mit eigener Band beim Hessischen Rundfunk aktiv. Wie angesehen der Klarinettist damals war, verdeutlichte die wiederholte Notierung an der Spitze des deutschen Jazz-Polls wie auch die Einladung zu Festivals. 1956 ging er zum RIAS Tanzorchester nach Berlin.
Willy Berking holte ihn 1963 zum Tanz- und Unterhaltungsorchester des Hessischen Rundfunks (die heutige hr-Bigband). Von 1972 bis 1989 leitete Schönberger dieses Orchester mit dem Anspruch, mit ihm weiterhin die Vielfalt der Unterhaltungsmusik (Schlager, Swing, andere Tanzmusik, Operettenmelodien) zu spielen.
Heinz Schönberger starb am 25. November 2011 im Alter von 85 Jahren.

## Werke
Unter seiner Leitung entstanden ab 1972 in Frankfurt allein 72 Aufnahmen mit der Main Stream Power Band für die Münchner Plattenfirma Michael Wilkes. In seinen Arrangements sorgte Schönberger dafür, dass – nach Vorbild von Count Basies Orchester und vergleichbaren amerikanischen Bands – das Verhältnis zwischen Blechbläsern und Saxophonen ausgeglichen war.